# Nachal Nahalal
Nachal Nahalal (hebrejsky: נחל נהלל) je vádí v Dolní Galileji v severním Izraeli.
Začíná v nadmořské výšce necelých 150 metrů na okraji Dolní Galileji, jižně od vesnice Bejt Lechem ha-Glilit. Vádí směřuje k jihu rovinatou krajinou zemědělsky využívaného Jizre'elského údolí, přičemž ze západu míjí kopcovitý hřbet pohoří Giv'at Chacir. Ze západu míjí vesnici Manšija Zabda, prochází mezi vesnicemi Bejt Še'arim a Nahalal, kde zleva přijímá vádí Nachal Šimron. Pak míjí z východu pahorek Tel Re'ala a prochází podél západního okraje areálu letecké základny Ramat David. Jižně od vesnice Kfar Jehošua poblíž pahorku Tel Šem ústí zprava do řeky Kišon.